# Everywhere I go - Coincidenze d'amore
Everywhere I go - Coincidenze d'amore (Her Yerde Sen) è un serial televisivo turco, trasmesso su Fox dal 14 giugno al 23 novembre 2019. È un libero adattamento della serie taiwanese del 2013 Just You.
In Italia la serie è stata distribuita in esclusiva sul servizio di streaming Mediaset Infinity dal 1º marzo al 12 giugno 2024 e in seguito trasmessa in chiaro su Rete 4 dal 1º luglio al 31 agosto 2024.

## Trama
Selin Sever è una ragazza ambiziosa che cerca una casa per diventare indipendente, mentre Demir Erendil è un uomo d'affari che ha trascorso un anno all'estero e torna a Istanbul con l'idea di tornare a vivere nella casa in cui è cresciuto. La situazione tra i due diventa complicata quando i due si ritrovano ad essere coinquilini e in seguito i due si ritrovano anche a condividere il luogo di lavoro, dato che Demir è il nuovo capo.

## Puntate
| Stagione       | Puntate | Puntate | Prima TV | Prima TV | Pubblicazione |
| Stagione       | Turchia | Italia  | Turchia  | Italia   | Italia        |
| -------------- | ------- | ------- | -------- | -------- | ------------- |
| Prima stagione | 23      | 75      | 2019     | 2024     | 2024          |

## Personaggi e interpreti

### Personaggi principali
- Selin Sever (episodi 1-23), interpretata da Aybüke Pusat, doppiata da Alice Venditti.
- Demir Erendil (episodi 1-23), interpretato da Furkan Andıç, doppiato da Federico Viola.
- Burak Yangel (episodi 1-23), interpretato da Ali Yağcı, doppiato da Corrado Niro.
- Ayda Akman (episodi 1-23), interpretata da Aslıhan Malbora, doppiata da Ludovica Bebi.
- İbrahim "İbo" Tunç (episodi 1-23), interpretato da Ali Gözüşirin, doppiato da Federico Bebi.
- Merve Mutlu (episodi 1-23), interpretata da Deniz Işın, doppiata da Laura Marcucci.
- Muharrem Usta (episodi 1-23), interpretato da Cem Cücenoğlu, doppiato da Pierluigi Astore.
- Ferruh Özerdim (episodi 1-23), interpretato da Fatih Özkan, doppiato da Giuseppe Ippoliti.
- Azmiye Boşgeçmez (episodi 1-23), interpretata da Ayfer Tokatlı, doppiata da Barbara Pitotti.
- Vedat Ayhan (episodi 1-23), interpretato da Aziz Caner İnan, doppiato da Marco Benvenuto.
- Leyla Günebakan (episodi 1-23), interpretata da Ayşe Tunaboylu, doppiata da Mirta Pepe.
- Firuze Günebakan (episodi 1-23), interpretata da Binnur Şerbetçioğlu, doppiata da Anna Cugini.
- Eylül Gündüzeli (episodi 14-23), interpretata da Beste Kökdemir, doppiata da Gaia Bolognesi.
- Alara Giritli (episodi 1-12), interpretata da Eylül Su Sapan, doppiata da Jessica Bologna.
- Bora Durul (episodi 1-14), interpretato da Ali Barkın, doppiato da Francesco Fabbri.

### Personaggi secondari
- Uzay (episodi 1-2), interpretato da Gökay Müftüoğlu.
- Esen (episodi 1-7), interpretata da Bâlâ Atabek, doppiata da Micaela Incitti.
- Ekrem Yangel (episodi 1, 3, 12), interpretato da Sahin Ergüney.
- Demir Erendil da piccolo (episodi 1, 3, 5, 11, 18-19), interpretato da Can Mutlu.
- Yıldırım Giritli (episodi 1-7, 9-11, 22), interpretato da Alptekin Serdengeçti.
- Dirim Mercan (episodi 2, 7), interpretata da Hande Kazanova.
- Reyhan Sever (episodi 2-3, 5-8), interpretata da Asuman Karakollukçu.
- Semih Sever (episodi 5-8), interpretato da Bülent Düzgünoğlu.
- Bünyamin C. Açmaz (episodi 12-16), interpretata da Barış Yıldız.
- Burç (episodio 14), interpretato da Yunus Emre Helvacılar.
- Türkan (episodi 17-18, 20), interpretata da Yasemin Sener.
- Arda (episodi 21-22), interpretato da Erol Gedik.

## Produzione
La serie è diretta da Ender Mıhlar e Volkan Özgümüş, scritta da Meriç Acemi e prodotta da Karga Seven Pictures.

### Riprese
Le riprese sono state effettuate interamente a Istanbul, in particolare nei quartieri di Bebek e Arnavutköy e nei distretti di Beşiktaş e Sarıyer.

## Riconoscimenti
- Pantene Golden Butterfly Awards
  - 2019: Candidatura come Miglior serie commedia romantica per Everywhere I go - Coincidenze d'amore (Her Yerde Sen)[17][18]
  - 2019: Candidatura come Miglior attore in una serie comica romantica a Furkan Andıç[17][18]
  - 2019: Candidatura come Miglior attrice in una serie comica romantica ad Aybüke Pusat[17][18]
  - 2019: Premio come Miglior coppia televisiva a Furkan Andıç e Aybüke Pusat[17][18]
  - 2019: Candidatura come Miglior regista a Ender Mıhlar[17][18]